# Siphonarioidea
Siphonarioidea zijn een superfamilie van weekdieren (Mollusca) die behoren tot de slakken (Gastropoda).

## Taxonomie
De volgende families zijn bij de superfamilie ingedeeld:
- Siphonariidae
- † Acroreiidae